# Zombie dust
Zombie dust är en drogcocktail bestående av triazolam och kokain. Snortning är den typiska metoden för intag. Den har fått sitt namn från den upplevda effekten av att kroppen är vaken men huvudet sover, liksom känslan av eufori.